# لورد زولتان
لورد زولتان (بالإنجليزية: Lord Zoltan)‏ هو مصارع محترف أمريكي، ولد في 16 أكتوبر 1957 في Glassport, Pennsylvania ‏ في الولايات المتحدة.

## روابط خارجية
- لورد زولتان على موقع CageMatch worker (الإنجليزية)